# چاچ اون مکسری
چاچ اون مکسری ( زاده۶ نوامبر ۱۹۹۹ ، بوریرام) یک بازیکن والیبال سالنی اهل تایلند است. وی تا به امروز عضو تیم ملی والیبال زنان تایلند می باشد. 